# Miguel Caneo
Miguel Eduardo Caneo (General Roca, Río Negro, 17 de agosto de 1983) es un exfutbolista y entrenador argentino. Jugaba en la posición de enganche. Actualmente no dirige a ningún club tras pasar por el Boyacá Chicó.
Debutó en el ascenso argentino con Deportivo Roca. En su primer encuentro con Boca Juniors, marcó dos goles. Desarrolló parte de su carrera en el exterior, fue campeón en Chile con el Colo-Colo y se consagró campeón en Colombia donde es ídolo del Boyacá Chicó, club con el que además fue el máximo goleador del Torneo Apertura 2008. Retornó en varias oportunidades a Quilmes, donde se convirtió en uno de los ídolos históricos disputando 212 partidos y marcando 51 goles.

## Trayectoria como jugador

### Boca Juniors
Miguel Caneo es un volante creativo formado en las categorías inferiores de Boca Juniors, en el que debutó bajo la conducción de Carlos Bianchi el 15 de enero del 2003. Durante un partido contra Independiente en 2003 en La Bombonera, ante las críticas de un plateísta hacia Caneo, Bianchi respondió "Si no te gusta, andate. Tiene 19 el pibe, Gil".
Demostró condiciones al principio de la Copa Libertadores de América del 2003 siendo titular en los primeros tres partidos, pero luego sufrió una lesión en la rodilla y tardó unos meses en recuperarse. Con el club de la Ribera ganó dos títulos: el Torneo Apertura 2003 y la Copa Libertadores 2003.

### Quilmes AC
Su alejamiento de Boca se produjo el 1 de julio del 2004. Continuó su carrera en Quilmes, donde disputó la Copa Libertadores 2005 y marcó el segundo gol lo que sería un histórico empate 2-2 contra el São Paulo en el Estadio Centenario.

### Colo-Colo
Luego tuvo un paso por el Colo-Colo de Chile, siendo campeón del Torneo Clausura 2006. En marzo de 2007 sufre otra grave lesión, esta vez tuvo una rotura de ligamento cruzado en su pierna derecha al jugar en Godoy Cruz.

### Boyacá Chicó
En 2008 por petición del entrenador Alberto Gamero fue contratado por el equipo colombiano Boyacá Chicó como refuerzo para disputar la Copa Libertadores 2008. En ese club, Caneo se consagró campeón del Torneo Apertura 2008, y además se adjudicó el trofeo al máximo goleador.

### Quilmes AC
Luego de su paso por el ajedrezado colombiano, recalaría en Quilmes, donde logró el segundo puesto en la Primera "B" Nacional 2009-10 y ascendió con el Cervecero a Primera División. Finalizando el semestre, terminó el préstamo con Quilmes, pero acordó renovando con el equipo Cervecero para volver a jugar en la Primera División Argentina nuevamente. Tras un nuevo descenso, el 23 de junio de 2012 Quilmes se consagró subcampeón de la Primera B Nacional 2011-12 con 72 puntos y ascendió nuevamente a la Primera División de Argentina. Caneo se destacó marcando goles ante River, Atlanta, Aldosivi, en el empate ante Gimnasia de la Plata 1 a 1, contra Gimnasia de Jujuy 4 a 0.
El 21 de octubre de 2012 Caneo volvió a sufrir una grave lesión que lo alejaría de las canchas durante seis meses en un encuentro ante River Plate que Quilmes ganaría por 1-0. El enganche ingreso tan solo por dos minutos, ya que tuvo que pedir el cambio por una molestia en el tobillo y se retiró en muletas de la cancha al sufrir la rotura del tendón de Aquiles. El 12 de mayo de 2013 Caneo retornó a las canchas ante Colón de Santa Fe, en un partido en el que marcó dos goles e hizo una asistencia. Uno de ellos, de tiro libre desde adentro del área rival, fue comparado por el Diario Olé, con un famoso gol de Maradona jugando para el Napoli.[cita requerida] Una vez finalizado el partido, Miguel Caneo se retiró aplaudido por la platea del equipo rival, un hecho inusual en el fútbol argentino.[cita requerida] Durante la temporada también marcó goles importantes contra Newell's y Tigre.

### Deportivo Cali
En junio de 2014 es anunciado como refuerzo del Deportivo Cali para el Torneo Finalización 2014, de donde saldría en diciembre del mismo año.

### Boyacá Chicó
El 14 de julio de 2016 regresa para jugar el Segundo Semestre con  Boyacá Chicó de la Categoría Primera A de Colombia.

## Trayectoria como entrenador
En diciembre de 2023 fue designado como entrenador en propiedad del Boyacá Chicó para el Torneo Apertura 2024. Sin embargo, el 10 de febrero de 2024 con un saldo negativo en la fecha 5 deja el club sin haber conseguido ninguna victoria.

## Vida personal
Caneo es de ascendencia Mapuche.
El padre de Miguel Caneo, Miguel Ángel, fue mediocampista del Deportivo Roca. Juan Román Riquelme, uno de sus mayores ídolos, dijo en varias declaraciones que Caneo era de los jugadores que más le gustaba del fútbol argentino.[cita requerida] Caneo contó en la revista El Gráfico su encuentro con su ídolo Diego Armando Maradona: "Lo conocí en persona en un boliche. Me llamó ‘Rayo’ y me dijo que hacía mucho que me quería conocer. Para mí fue un sueño, atiné a sacarme una foto y enseguida le pedí que me regalara la remera que tenía puesta. Se la sacó, yo le di la mía, y todavía la tengo guardada en casa, con su perfume".[cita requerida]

## Estadísticas como jugador
Actualizado hasta el final de su carrera, según referencias.
| Club                         | Div.          | Temporada     | Liga  | Liga  | Copas Nacionales | Copas Nacionales | Copas Internacionales | Copas Internacionales | Total | Total |
| Club                         | Div.          | Temporada     | Part. | Goles | Part.            | Goles            | Part.                 | Goles                 | Part. | Goles |
| ---------------------------- | ------------- | ------------- | ----- | ----- | ---------------- | ---------------- | --------------------- | --------------------- | ----- | ----- |
| Deportivo Roca Argentina     | 3.ª           | 1995-96       | 25    | 0     | -                | -                | -                     | -                     | 25    | 0     |
| Deportivo Roca Argentina     | Total club    | Total club    | 25    | 0     | -                | -                | -                     | -                     | 25    | 0     |
| C.A. Boca Juniors Argentina  | 1.ª           | 2002-03       | 4     | 1     | -                | -                | 4                     | 0                     | 8     | 1     |
| C.A. Boca Juniors Argentina  | 1.ª           | 2003-04       | 11    | 0     | -                | -                | 13                    | 1                     | 24    | 1     |
| C.A. Boca Juniors Argentina  | Total club    | Total club    | 15    | 1     | -                | -                | 17                    | 1                     | 32    | 2     |
| Quilmes Argentina            | 1.ª           | 2004-06       | 62    | 15    | -                | -                | 10                    | 1                     | 72    | 16    |
| Quilmes Argentina            | Total club    | Total club    | 62    | 15    | -                | -                | 10                    | 1                     | 72    | 16    |
| Colo-Colo · Chile            | 1.ª           | 2006          | 13    | 3     | -                | -                | 4                     | 0                     | 17    | 3     |
| Colo-Colo · Chile            | Total club    | Total club    | 13    | 3     | -                | -                | 4                     | 0                     | 17    | 3     |
| Godoy Cruz Argentina         | 1.ª           | 2007          | 2     | 0     | -                | -                | -                     | -                     | 2     | 0     |
| Godoy Cruz Argentina         | Total club    | Total club    | 2     | 0     | -                | -                | -                     | -                     | 2     | 0     |
| Boyacá Chico · Colombia      | 1.ª           | 2008          | 29    | 14    | -                | -                | 2                     | 1                     | 31    | 15    |
| Boyacá Chico · Colombia      | 1.ª           | 2009          | 29    | 11    | -                | -                | 5                     | 1                     | 34    | 12    |
| Boyacá Chico · Colombia      | 1.ª           | 2010          | 1     | 0     | -                | -                | -                     | -                     | 1     | 0     |
| Boyacá Chico · Colombia      | Total club    | Total club    | 59    | 25    | -                | -                | 7                     | 2                     | 66    | 27    |
| Quilmes Argentina            | 2.ª           | 2010          | 18    | 5     | -                | -                | -                     | -                     | 18    | 5     |
| Quilmes Argentina            | 1.ª           | 2010-11       | 31    | 6     | -                | -                | -                     | -                     | 31    | 6     |
| Quilmes Argentina            | 2.ª           | 2011-12       | 35    | 12    | 1                | 0                | -                     | -                     | 36    | 12    |
| Quilmes Argentina            | 1.ª           | 2012-13       | 14    | 4     | 2                | 0                | -                     | -                     | 16    | 4     |
| Quilmes Argentina            | 1.ª           | 2013-14       | 32    | 3     | -                | -                | -                     | -                     | 32    | 3     |
| Quilmes Argentina            | Total club    | Total club    | 130   | 30    | 3                | 0                | -                     | -                     | 133   | 30    |
| Deportivo Cali · Colombia    | 1.ª           | 2015          | 14    | 0     | -                | -                | 1                     | 0                     | 15    | 0     |
| Deportivo Cali · Colombia    | Total club    | Total club    | 14    | 0     | -                | -                | 1                     | 0                     | 15    | 0     |
| Arsenal de Sarandí Argentina | 1.ª           | 2015-16       | 18    | 2     | 1                | 0                | 1                     | 0                     | 20    | 2     |
| Arsenal de Sarandí Argentina | Total club    | Total club    | 18    | 2     | 1                | 0                | 1                     | 0                     | 20    | 2     |
| Boyacá Chico · Colombia      | 1.ª           | 2016          | 11    | 1     | -                | -                | -                     | -                     | 11    | 1     |
| Boyacá Chico · Colombia      | Total club    | Total club    | 11    | 1     | 0                | 0                | 0                     | 0                     | 11    | 1     |
| Quilmes Argentina            | 2.ª           | 2017-18       | 17    | 5     | -                | -                | -                     | -                     | 17    | 5     |
| Quilmes Argentina            | Total club    | Total club    | 17    | 5     | -                | -                | -                     | -                     | 17    | 5     |
| Atlanta Argentina            | 3.ª           | 2018-19       | 19    | 2     | -                | -                | -                     | -                     | 19    | 2     |
| Atlanta Argentina            | Total club    | Total club    | 19    | 2     | -                | -                | -                     | -                     | 19    | 2     |
| Boca Unidos Argentina        | 3.ª           | 2019-20       | 10    | 0     | -                | -                | -                     | -                     | 10    | 0     |
| Boca Unidos Argentina        | Total club    | Total club    | 10    | 0     | -                | -                | -                     | -                     | 10    | 0     |
| Total carrera                | Total carrera | Total carrera | 395   | 84    | 4                | 0                | 40                    | 4                     | 439   | 88    |

### Hat-tricks
| 1 | 18 de mayo de 2008 | Estadio La Independencia | Boyacá Chicó - América de Cali |  | 3 - 2 | Primera División de Colombia |

## Estadísticas como entrenador
| Boyacá Chicó · Colombia | 1.ª   | 2024  | 5 | 0 | 1 | 4 | - | - | - | - | - | - | - | - | - | - | - | - | 5 | 0 | 1 | 4 | 6.67% |
| Boyacá Chicó · Colombia | Total | Total | 5 | 0 | 1 | 4 | 0 | 0 | 0 | 0 | 0 | 0 | 0 | 0 | 0 | 0 | 0 | 0 | 5 | 0 | 1 | 4 | 6.67% |
| 1. 2.                   |       |       |   |   |   |   |   |   |   |   |   |   |   |   |   |   |   |   |   |   |   |   |       |

## Palmarés

### Campeonatos nacionales
| Título              | Club         | País      | Año    |
| ------------------- | ------------ | --------- | ------ |
| Primera División    | Boca Juniors | Argentina | A-2003 |
| Campeonato Nacional | Colo-Colo    | Chile     | C-2006 |
| Primera A           | Boyacá Chicó | Colombia  | A-2008 |

### Campeonatos internacionales
| Título                       | Club         | Sede      | Año  |
| ---------------------------- | ------------ | --------- | ---- |
| Copa Libertadores de América | Boca Juniors | Sao Paulo | 2003 |
| Copa Intercontinental        | Boca Juniors | Yokohama  | 2003 |

### Distinciones individuales
| Distinción                                             | Año    |
| ------------------------------------------------------ | ------ |
| Máximo goleador de la Primera A de Colombia (13 goles) | A-2008 |